# Mellan-Kölsjön
Mellan-Kölsjön är en sjö i Ljusdals kommun i Hälsingland och ingår i Ljusnans huvudavrinningsområde. Sjön är 6 meter djup, har en yta på 0,18 kvadratkilometer och befinner sig 477,2 meter över havet. Sjön avvattnas av vattendraget Voxnan.

## Delavrinningsområde
Mellan-Kölsjön ingår i det delavrinningsområde (684672-143802) som SMHI kallar för Utloppet av Mellan-Kölsjön. Medelhöjden är 491 meter över havet och ytan är 1,74 kvadratkilometer. Räknas de 11 avrinningsområdena uppströms in blir den ackumulerade arean 51,75 kvadratkilometer. Voxnan som avvattnar avrinningsområdet har biflödesordning 2, vilket innebär att vattnet flödar genom totalt 2 vattendrag innan det når havet efter 229 kilometer. Avrinningsområdet består mestadels av skog (85 procent). Avrinningsområdet har 0,18 kvadratkilometer vattenytor vilket ger det en sjöprocent på 10,4 procent.